# Ultimate Soccer
Ultimate Soccer est un jeu vidéo de football sorti en 1993 sur Game Gear, Master System et Mega Drive. Le jeu a été développé par Rage Software et édité par Sega.
Il a été réédité dans la compilation Sega Sports 1 en 1995 sur Mega Drive.